# Marcelo Valle Silveira Mello
Marcelo Valle Silveira Mello (Brasília, 9. kolovoza 1985.) brazilski je sigurnosni haker. Uhićen je 2018. godine za vrijeme Operacije Bravata zbog poticanja na nasilje. Trenutno služi kaznu od 41 godine.
Marcelo, bivši student informatike, poticao je nasilna djela i objavljivanje slika ubojstva i pedofilije od 2005. godine, kada je bio aktivan na društvenoj mreži Orkut. 2009. godine postao je prvi Brazilac koji je na internetu odgovarao za zločine rasizma. Navodno je bio u vezi s Welligtonom Menezes de Oliveirom, koji je 2011. ubio 12 djece u općinskoj školi Tasso da Silveira, u Realengu, Rio de Janeiro. Prvobitno je uhićen 2012., pušten 2013., a još jednom pritvoren 2018., kad je živio u Curitibi. Prijetio je i napadao nekoliko godina Argentinku Dolores Aronovich, profesoricu na Federalnom sveučilištu u Ceará, koja je doktorirala na engleskom i provela godine negirajući Marcelove prakse. Postupci Dolores, poznatije kao Lola, nadahnuti zakonom 13,642/2018, sankcionirani su prošle godine, ovlastivši Federalnu policiju da istraži mizoginiju na internetu.